# Chiara Lubich - L'amore vince tutto
Chiara Lubich - L'amore vince tutto è un film per la televisione italiano, trasmesso in prima visione su Rai 1 il 3 gennaio 2021.
Diretto da Giacomo Campiotti, il film è liberamente ispirato alla vita di Chiara Lubich, fondatrice nel 1943 del Movimento dei focolari, il cui obiettivo è la fratellanza universale come presupposto di dialogo e pace tra gli uomini. È stato realizzato in omaggio al centenario della nascita di Chiara.

## Trama
Trento, 1943. Il 2 settembre le forze Alleate bombardano la città (in quella che diventa nota come strage della Portela); Chiara Lubich è una maestra elementare di ventitré anni che porta in salvo i suoi alunni in un rifugio antiaereo, dove ritrova alcuni amici: Ines, Enrico, Natalia e Dori. All'indomani del proclama di Badoglio, Gino, medico e fratello di Chiara, decide di combattere a fianco dei partigiani, mentre Ines ed Enrico devono rimandare il matrimonio perché il secondo decide invece di affiancare i soldati tedeschi. Chiara vaga per la città martoriata dai bombardamenti e prega dinnanzi a una statua della Madonna, in cerca di risposte; la giovane ha la sensazione che Dio le abbia "parlato" chiedendole di consacrarsi a lui, e confida quest'esperienza a padre Casimiro.
Trento viene nuovamente bombardata. Chiara e Natalia tornano al rifugio insieme alla coetanea Giosy e all'adulto Geremia. Chiara ribadisce a padre Casimiro di volersi consacrare; l'uomo, pur avvertendola del fatto che potrebbe pentirsi delle rinunce a cui dovrà sottostare, accetta di consacrarla avendone notato la forte determinazione. Don Achille disapprova il comportamento delle ragazze (alle quali nel frattempo si è unita anche Graziella), giudicandole indecorose poiché non sono guidate da un prete; in particolare, Ines deve fare i conti con suo padre Vittorio Sartori, un gerarca fascista che ha minacciato Gino e che non tollera l'amicizia tra sua figlia e Chiara.
Le ragazze hanno deciso di vivere concretamente il Vangelo, creando un primo focolare basato su un unico principio: fare in modo «che tutti siano uno», proprio come recita il versetto preferito di Chiara, la quale si dedica con le sue amiche ad allievare le sofferenze della gente comune. Un giorno, mentre tutti riparano in montagna, Chiara decide seppur a malincuore di lasciare i suoi affetti per tornare a Trento e proseguire la sua missione insieme alle amiche, con le quali trova una nuova sistemazione; Ines rifiuta di tornare dai suoi genitori, venuti a riprenderla, tacciandoli di ipocrisia. Gino torna brevemente da Chiara per poi tornare a operare in montagna. Una notte, a casa delle ragazze si presentano alcuni nazisti che per poco non scoprono due rifugiati comunisti. Successivamente, anche Natalia decide di consacrarsi.
Nel frattempo, il vescovo Carlo De Ferrari promette a un insistente don Achille di convocare e interrogare Chiara. Gino viene arrestato tra i partigiani di montagna e imprigionato a Bolzano, e Chiara è costretta a chiedere aiuto al generale Sartori, il quale si rifiuta anche a causa della sottrazione di un gioiello di famiglia da parte della figlia, che intendeva donarlo alla causa del movimento. Chiara e Ines hanno una discussione, a seguito della quale Ines dichiara di non sentirsi in grado di continuare e se ne va.
La guerra è finita e Chiara può finalmente riabbracciare il fratello. In cerca di un nascondiglio, il generale Sartori arriva a chiedere aiuto proprio a Chiara, che nonostante i dubbi tiene fede al proprio ideale e lo accoglie. Inizialmente Gino ne è profondamente irritato e lo vorrebbe denunciare, ma poi comprende che è necessario perdonare per andare avanti e lo aiuta a superare il confine.
De Ferrari convoca Chiara e, pur concordando con lei, deve lasciare il giudizio definitivo al Sant'Uffizio: solo dopo due anni, nel 1952, il Movimento dei focolari viene autorizzato, ma a condizione che Chiara si dimetta da dirigente e interrompa la sua partecipazione a ogni attività. Dopo un periodo di smarrimento, Chiara capisce che la cosa giusta da fare è accettare le condizioni imposte e si dedica a portare la parola di Gesù nel mondo. Tornata in montagna, ritrova Enrico e Ines, ora sposati e con una figlia, chiamata Chiara per sentirla più vicina.

## Produzione

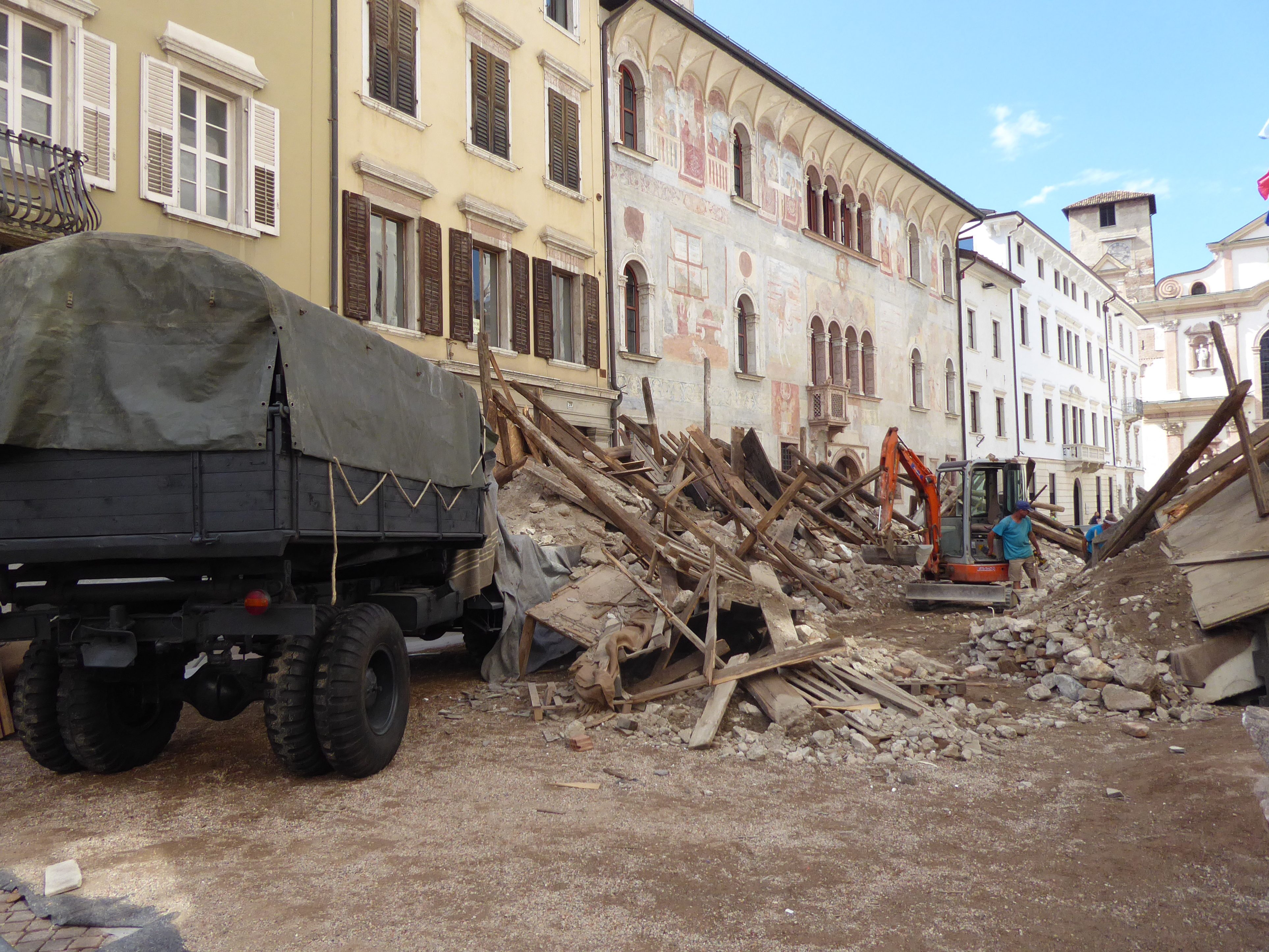
Via Rodolfo Belenzani a Trento nell'agosto 2020, occupata dal set per le riprese del film

Il film è stato prodotto da Rai Fiction ed Eliseo Multimedia, in collaborazione con Trentino Film Commission e col sostegno della Fondazione Museo storico del Trentino. La maggior parte della produzione è avvenuta in Trentino-Alto Adige, in particolare tra Trento, Rovereto (le prime scene del film sono state girate nel palazzo Bossi Fedrigotti a Borgo Sacco), Pergine Valsugana, Primiero e Val Canali, nelle zone del laghetto Welsperg; il set si è poi spostato nel Lazio, con alcune scene girate a Roma e altre nel centro storico di Viterbo.

## Colonna sonora
La colonna sonora è stata composta interamente dal giovanissimo compositore Carmine Padula, che Campiotti fece esordire due anni prima con la miniserie Ognuno è perfetto, e pubblicata da Rai Com il 3 gennaio 2021, in concomitanza con la trasmissione del film. Le 14 tracce musicali sono state registrate agli Abbey Rocchi Studios di Roma, dove Padula ha diretto e inciso con l'Orchestra Roma Sinfonietta.
1. Pericoli – 2:44
2. L'amore vince tutto – 2:50
3. Logos – 2:45
4. Madreterra – 3:12
5. Prudenza – 2:24
6. Tema di Chiara – 2:33
7. Prologo – 1:57
8. Universal Fraternity – 2:11
9. Tema di Gino – 1:53
10. Residui – 3:58
11. Tema di Sartori – 1:19
12. Focolare – 1:11
13. Nazi Theme – 1:52
14. Sguardo di tenerezza – 3:30

## Accoglienza
Il film è stato trasmesso in prima visione su Rai 1 il 3 gennaio 2021, registrando una media di 5 641 000 telespettatori e il 23% di share.

## Riconoscimenti
- 2021 – Premio Flaiano[7]
  - Migliore interpretazione femminile a Cristiana Capotondi